# 砂原町
砂原町（さわらちょう）は、北海道渡島支庁中部にあった町。2005年4月1日、西隣の森町と新設合併し、消滅した。合併後の新町名は森町。
町名の由来はアイヌ語の「サラキウシ」（鬼茅のある所の意）から。
2004年10月30日、森町・砂原町による合併協定書に調印。2005年3月19日、砂原町民会館にて閉町式が行われた。

## 地理
渡島管内中部、渡島半島北東部に位置。
山と海に挟まれた地形で、北部は内浦湾（噴火湾）に面し、南部には駒ヶ岳を有する。
沿岸部に沿って国道278号、函館本線が通る。
- 山: 駒ヶ岳 (1,131m)、砂原岳 (1,113m)
- 河川:
- 湖沼:

### 隣接していた自治体
- 渡島支庁: 茅部郡鹿部町、森町

## 沿革
- 1906年4月1日 - 二級町村制を施行し、茅部郡砂原村、掛澗村が合併して砂原村が発足[1]。
- 1970年9月1日 - 町制施行し、砂原町となる[1]。
- 2005年4月1日 - 森町と新設合併して森町が発足。これにともない砂原町は廃止。

## 姉妹都市・提携都市
- 青森県蟹田町（現・外ヶ浜町）

## 経済
基幹産業は漁業。
砂原、掛澗、沼尻漁港を有する。
農業ではブルーベリーの栽培が盛ん。

## 教育
- 中学校
  - 砂原
- 小学校
  - さわら

## 交通

### 鉄道
- 北海道旅客鉄道（JR北海道）
  - 函館本線 : 渡島沼尻駅 - 渡島砂原駅

### バス
- 函館バス

### 道路
- 一般国道
  - 国道278号
- 都道府県道
- 道の駅
  - つど〜る・プラザ・さわら

## 名所・旧跡・観光スポット・祭事・催事
- 南部藩砂原陣屋（「東蝦夷地南部藩陣屋跡」として、国の史跡に指定）
- 駒ヶ岳
- 望洋の森
- 砂崎海岸・砂崎灯台 渡り鳥の観察ポイント

## その他
森町との合併に伴い、旧砂原町地域の町名が2005年4月1日から変更された。
| 旧字名                           | 新字名      |
| -------------------------------- | ----------- |
| 押出（おしだし）                 | 砂原西1丁目 |
| 小石崎（こいしざき）             | 砂原西2丁目 |
| 場中（ばなか）                   | 砂原西3丁目 |
| 掛澗度杭崎（かかりまどぐいざき） | 砂原西4丁目 |
| 長瀬崎（ながせさき）             | 砂原西5丁目 |
| 度杭崎（どぐいざき）             | 砂原1丁目   |
| 紋兵エ砂原（もんべえさわら）     | 砂原2丁目   |
| 四軒町（しけんまち）             | 砂原3丁目   |
| 会所町（かいしょまち）           | 砂原4丁目   |
| 彦澗（ひこま）                   | 砂原5丁目   |
| 砂崎（すなさき）                 | 砂原6丁目   |
| 八島渡                           | 砂原東1丁目 |
| 砂原（さわら）                   | 砂原東2丁目 |
| 沼尻（ぬまじり）                 | 砂原東3丁目 |
| 二ツ山（ふたつやま）             | 砂原東4丁目 |
| 相泊（あいどまり）               | 砂原東5丁目 |

砂原原野四線 - 八線は変更されない。